# Ayala (előadóművész)
Ayala, Illés István (Vásárosnamény, 1956. szeptember 13. –) rendőrtiszt, előadóművész, humorista. Az Ayala és Brindisi humorpáros egyik tagjaként vált ismertté.

## Élete
Polgári neve Illés István, balesetmegelőzéssel foglalkozik a közlekedésrendészeten.
Vásárosnaményben született, kisgyermekként Nagydoboson laktak a családjával, majd Serényfalvára költöztek, ahol az általános iskola első osztályát végezte. Az általános iskolát Mályiban fejezte be, középiskolába a miskolci Herman Ottó Gimnáziumba járt. Felsőfokú tanulmányait a Kossuth Lajos Katonai Főiskola Határőr szaktanszékén végezte, ezt követően öt évig tanított a BM Tartalékos Tisztképző Iskolában.
Az Ayala nevet 1974-ben kapta egy tatai építőtáborban osztálytársaitól, ugyanis a foci-vb-n Rubén Ayalának, az argentin csapat sztárjának közel félméteres haja volt, akárcsak Illésnek. Legjobb barátját, csapat- és osztálytársát, Sinka Istvánt pedig Brindisinek nevezték el.
Humorista pályáját az 1990-es Humorfesztivál indította el, melyen Brindisivel indult és fődíjat nyertek. Szerepléseivel a Mikroszkóp Színpadon, illetve a Rádiókabaréban találkozhatunk, de számos kisebb rendezvényen is fellépett. Védjegye a hangutánzó paródia illetve a zenés humor.
Nős, két gyermek édesapja.
Rendszeresen tartott közösen előadásokat Topa Zoltánnal. Közös munkájuk során barátság szövődött közöttük. Az előadások, képzések sokszor komor témáit, zenés műsorral oldotta. 

## Művei
- Figyelj rám, hogy vigyázhassak rád! Kerékpáros közlekedés; rajz Koncsek János, rímek Ayala és Brindisi; Nemzeti Bűnmegelőzési Tanács, Bp., 2014

## Külső hivatkozások
- Hivatalos weblap
- Újpalota.hu
- Velvet.hu
- Rádiókabaré, BÚÉK 2009[halott link]